# Madrigales ideográficos
Madrigales ideográficos es el título que le dio el poeta, periodista y diplomático mexicano, José Juan Tablada, a dos de sus poemas, publicados en 1920 en Caracas, en su libro de poemas Li Po y otros poemas. En esta plaquette de poesía impresa en la Imprenta Bolívar en una edición a cargo de Eduardo Coll Nuñez el seis de enero de 1920. Tablada juega a mezclar formas de poesía tradicional en verso con disposiciones novedosas en formas que recuerdan un dibujo, para crear una poesía espacial, a la que Octavio Paz bautizara como "topoemas," es decir un poema donde las palabras están dispuestas en forma gráfica y forman un dibujo. Los poemas en la obra dispuestos uno en forma de un puñal y otro en forma de un zapato de tacón o escarpín, son madrigales. Cada imagen representa el objeto a que se refiere su poema respectivo. 
Aunque está presentado en forma de dibujo en vez de seguir una disposición en estrofas, los poemas se leen los versos igual que si las hubiera. Cada poema está organizado en cuatro versos. Los versos tienen entre 7 y 11 sílabas, y la rima en ambos poemas es AB-AB.

## El Puñal
El primer poema, titulado “El Puñal,” se refiere a una “primera mirada de pasión” que queda clavada “como un puñal dentro del corazón” de la voz poética. El poema toma la forma de un puñal para dar énfasis a la idea de juego. 

## El Talón Rouge
“El Talón Rouge” se refiere a un zapato de tacón que le hace recordar la voz poética el amor que causa sufrimiento. El “rouge” en el título y la mención del color carmín en el poema prefiguran la sangre que sale de su corazón y evoca dos modelos clásicos de amor pasional - uno centrado en el Moulin Rouge de París, y el otro en la Carmen de Bizet.